# إدوارد جوزيف هارينجتون أوبراين
إدوارد جوزيف هارينجتون أوبراين (بالإنجليزية: Edward Joseph Harrington O'Brien)‏ هو كاتب وشاعر أمريكي، ولد في 10 ديسمبر 1890، وتوفي في 23 فبراير 1941.